# Command & Conquer
Command & Conquer (с англ. — «командуй и завоёвывай») — серия компьютерных игр в жанре стратегии в реальном времени. Первая игра серии, разработанная американской компанией Westwood Studios, стала одной из первых стратегий в реальном времени и образцом для подражания для других разработчиков; она, в свою очередь, во многом воспроизводила более раннюю игру Dune II, также созданную Westwood Studios.
Геймплей игр серии Command & Conquer изображает сражение между двумя армиями на карте ограниченных размеров; чтобы добиться победы, игрок должен добывать рассеянные по карте ресурсы, строить различные здания и производить солдат и военную технику, управление которыми осуществляется в реальном времени, и в конечном счёте уничтожить войска и здания противника. Научно-фантастические и альтернативно-исторические сюжеты игр излагаются с помощью видеозаставок с совмещением живых актёров и компьютерной графики.
Command & Conquer разделяется на несколько подсерий с разными альтернативными вселенными. Так, основная «тибериумная» серия показывает войну в будущем, вспыхнувшую из-за появления на Земле инопланетного минерала «тиберия». Ответвление Red Alert демонстрирует альтернативно-историческую версию Второй мировой войны, где противниками являются страны Запада и коммунистический Советский Союз, в то время как сеттинг Generals больше напоминает реальный мир начала XXI века.

## История разработки
С 1995 по 2003 год серия разрабатывалась компанией Westwood Studios, которая в 1998 году была приобретена корпорацией Electronic Arts.
В 2003 EA ликвидировала Westwood, включив её в состав дочерней компании EA Los Angeles, которая впоследствии занималась дальнейшей разработкой игр серии Command & Conquer. Лишь Льюис Кастл, один из основателей Westwood Studios, остался в EA. Большая же часть сотрудников бывшей Westwood Studios, не пожелав переезжать в Лос-Анджелес, осталась в Лас-Вегасе и, покинув компанию EA, основала собственную студию Petroglyph Games..

## Тибериевая вселенная
| 1995 | Command & Conquer                           |
| 1996 | Command & Conquer: The Covert Operations    |
| 1997 | Command & Conquer: Sole Survivor            |
| 1998 |                                             |
| 1999 | Command & Conquer: Tiberian Sun             |
| 2000 | Command & Conquer: Tiberian Sun — Firestorm |
| 2001 |                                             |
| 2002 | Command & Conquer: Renegade                 |
| 2003 |                                             |
| 2004 |                                             |
| 2005 |                                             |
| 2006 | Command & Conquer: The First Decade         |
| 2007 | Command & Conquer 3: Tiberium Wars          |
| 2008 | Command & Conquer 3: Kane’s Wrath           |
| 2009 |                                             |
| 2010 | Command & Conquer 4: Tiberian Twilight      |
| 2011 |                                             |
| 2012 | Command & Conquer: Tiberium Alliances       |
| 2013 |                                             |
| 2014 |                                             |
| 2015 |                                             |
| 2016 |                                             |
| 2017 |                                             |
| 2018 | Command & Conquer: Rivals                   |
| 2019 |                                             |
| 2020 | Command & Conquer: Remastered Collection    |

Основная, «Тибериевая», серия повествует о затяжном конфликте между двумя сторонами — объединёнными силами Глобального Совета Безопасности и ведомым харизматичным и таинственным лидером Кейном Братством Нод. Конфликт между ними длится на протяжении нескольких десятилетий и к концу противоборства между ними возникает третья сила — инопланетная раса Скринов.
Первая игра из серии, Command & Conquer (неофициальное название Tiberian Dawn, «Рассвет Тиберия»), рассказывает о начале конфликта. В 1995 году на Землю падает метеорит, который становится источником распространения внеземной субстанции, получившей название «тиберий» (англ. Tiberium). По официальной версии, название произошло по названию местности, где впервые был обнаружен минерал — долина реки Тибр в Италии, однако Нод указывает, что минерал был назван так в честь древнеримского императора Тиберия.
Исследования выявляют, что инопланетный минерал обладает очень сильным энергопотенциалом и представляет большую ценность для мировой экономики, однако при этом оказывает разрушительное влияние на земные организмы и уничтожает биосферу планеты.

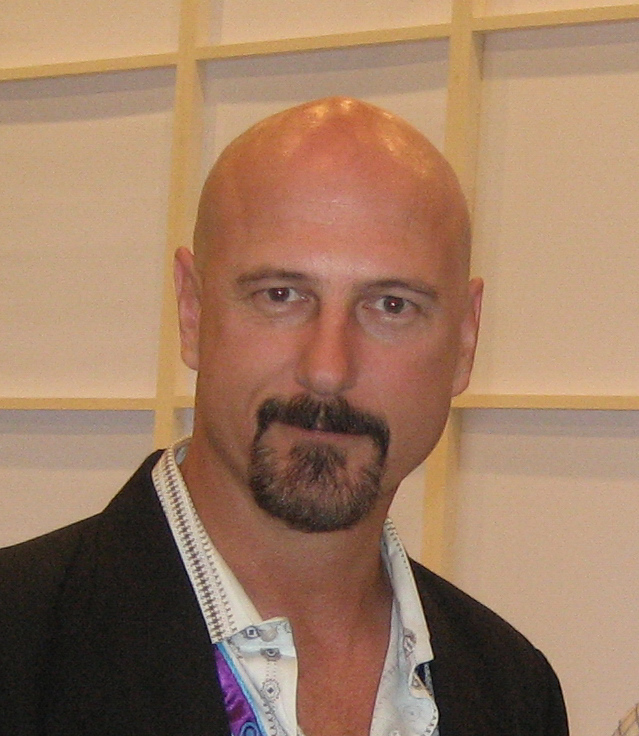
Джозеф Кукан, игравший Кейна в каждой игре Тибериевой серии

Вскоре древнее тайное общество, называющее себя Братством Нод (англ. Brotherhood of Nod) выходит из тени и начинает вкладывать инвестиции в разработку средств для добычи тиберия и его переработки, опережая соответствующие наработки научного сообщества. В скором времени, Нод во главе с харизматичным предводителем, известным под именем Кейна, получило контроль над примерно половиной всех поставок и с их помощью набирает огромную армию последователей по всему миру.
Вскоре по всему миру проходит серия террористических актов, ответственность за которые была возложена на Братство Нод, после чего Совет безопасности ООН пришёл к пониманию того, что Кейн и его организация начинают кампанию глобального терроризма, и организует международную военную коалицию, получившую название Глобальный Совет Безопасности (англ. Global Defence Initiative; сокращённо GDI). В итоге конфликт двух сторон приобретает форму глобальной войны с терроризмом, впоследствии получившей название Первой тибериевой. Действие игровых кампаний начинается вскоре после появления тиберия, хотя конкретные временные рамки в игре не указаны. После долгой и кровопролитной борьбы Братство Нод было наконец разгромлено силами ГСБ, и финалом войны стал удар орбитальным ионным орудием по главному Храму Нод, где находился и сам Кейн, тем самым обезглавив и разъединив Братство.
В 2002 году выходит шутер Command & Conquer: Renegade, сюжет которого раскрывает некоторые детали Первой тибериевой войны.
Вторая тибериевая война (события прямого продолжения — Command & Conquer: Tiberian Sun, «Солнце Тиберия») начинается с того, что считавшийся до этого погибшим Кейн являет себя миру и объединяет развалившееся на несколько фракций Братство. Боевые действия проходят за загадочный инопланетный артефакт под названием Тацит, а на сцену выходят «Забытые», группа людей, мутировавших под влиянием Тиберия. С обеих сторон появляются новые, доселе невиданные технологии. Братство, однако, снова терпит поражение, а Кейн, согласно официальным данным ГСБ, убит в своей пирамиде в Каире.
Спустя 17 лет после Второй войны (события Command & Conquer 3: Tiberium Wars) тиберий распространился почти по всей планете. Человечество расселилось в более высоких широтах, где тиберий ещё не распространился, тогда как экваториальная часть Земли практически полностью покрыта тиберием и непригодна для жизни. Нод ведёт себя довольно тихо, и это настораживает некоторых военных, но успокаивает политиков. Во время съезда лидеров ГСБ на орбитальной станции «Филадельфия» Нод сбивает станцию ядерной ракетой и начинает массовое нападение на последние города безопасной зоны. Тогда же себя показывает вновь возродившийся Кейн.
В разгаре Третьей тибериевой войны по главному храму Нод наносится ионный удар, что приводит к взрыву жидкого тиберия, который находился под храмом. Кейн сам спровоцировал это, зная, что взрыв привлечёт внимание инопланетной расы Скринов, некогда пославшей к Земле метеорит с тиберием. Скрины предполагали, что тиберий рано или поздно захватит всю поверхность планеты, после чего начнутся взрывы концентрированного жидкого тиберия, служащие сигналом к готовности сбора «урожая». Однако, взрыв жидкого тиберия произошёл гораздо раньше, до того, как была побеждена местная биосфера, и прибывшие сборщики к своему удивлению обнаруживают силы ГСБ и Нод, готовые отразить вторжение инопланетян. Не имея достаточной боевой мощи, пришельцы покидают планету через башни Предела, планируя вернуться с полномасштабными силами вторжения.
К концу Третьей тибериевой войны Братство Нод является лишь тенью того, чем оно было, но при этом всё идёт согласно плану Кейна. В 2062 году, спустя ещё 15 лет (события Command & Conquer 4: Tiberian Twilight «Сумерки Тиберия»), тиберий распространился по всей Земле, и если темпы сохранятся, то вся планета станет непригодной для жизни к 2068 году. Человечество на грани исчезновения. Во время этого кризиса Кейн отправляется прямо в штаб ГСБ с предложением построить Сеть Контроля Тиберия (СКТ), которая позволила бы управлять распространением минерала, превратив его в недорогой источник энергии. Сама кампания начинается спустя 15 лет после формирования союза, поскольку строительство сети приближается к концу. Однако экстремисты из обеих фракций устраивают волнения, которые начинают Четвёртую тибериевую войну.
По ходу игры выясняется, что Кейн не был человеком и уже прожил тысячи лет. Всё это время он стремится оставить Землю, подстёгивая технический прогресс человечества и управляя им из тени. В итоге Кейн покидает планету, используя портал скринов. Рост тиберия уменьшается после активации СКТ, завершая тем самым тибериевую эпоху на Земле. В эпилоге новостные репортажи сообщают об исчезновении последователей Нод, вошедших в портал вслед за Кейном.

## Red Alert
| 1996 | Command & Conquer: Red Alert                                                                               |
| 1997 | Command & Conquer: Red Alert: Counterstrike Command & Conquer: Red Alert: The Aftermath                    |
| 1998 | Command & Conquer: Red Alert: Retaliation                                                                  |
| 1999 | |
| 2000 | Command & Conquer: Red Alert 2                                                                             |
| 2001 | Command & Conquer: Yuri’s Revenge                                                                          |
| 2002 | |
| 2003 | |
| 2004 | |
| 2005 | |
| 2006 | Command & Conquer: The First Decade                                                                        |
| 2007 | |
| 2008 | Command & Conquer: Red Alert 3                                                                             |
| 2009 | Command & Conquer: Red Alert 3 — Uprising Command & Conquer: Red Alert Mobile Command & Conquer: Red Alert |
| 2010 | |
| 2011 | |
| 2012 | |
| 2013 | |
| 2014 | |
| 2015 | |
| 2016 | |
| 2017 | |
| 2018 | Red Alert Online                                                                                           |
| 2019 | |
| 2020 | Command & Conquer: Remastered Collection                                                                   |

Изначально Command & Conquer: Red Alert (1996) планировалась как приквел к Command & Conquer, однако позднее развилась в собственную серию. Игры серии Red Alert представляют собой альтернативную реальность, начало которой положило изобретение Альбертом Эйнштейном машины времени. Воспользовавшись машиной, Эйнштейн возвращается в прошлое и убивает молодого Адольфа Гитлера, ещё не ставшего диктатором Нацистской Германии. Как результат, Вторая мировая война в новой реальности никогда не происходила, однако из-за этого Советский Союз во главе с его лидером Иосифом Сталиным, не имея сильных противников на континенте, начинает полномасштабное наступление на Европу.

## Generals
| 2003 | Command & Conquer: Generals             |
| 2003 | Command & Conquer: Generals — Zero Hour |

Command & Conquer: Generals по сюжету не имеет никакого отношения к предыдущим играм серии. Кроме того, в отличие от предыдущих игр под маркой C&C, Generals и пакет дополнительных миссий Zero Hour были разработаны студией EA Los Angeles, образованной из остатков коллектива компании Westwood Studios, когда EA закрыла студию Westwood в Лас-Вегасе.
В игре использован движок SAGE. Это первая трёхмерная стратегия во вселенной Command & Conquer. Кроме того, это первая в истории бренда C&C игра, не содержавшая видеороликов, рассказывающих о развитии сюжета, а также не имеющая традиционного интерфейса и игровой механики. В связи с этим многие считают, что ярлык C&C здесь совершенно ни к чему и был использован EA исключительно в коммерческих целях.
В игре Generals войну между собой ведут три совершенно различные по применяемым вооружениям группировки: США с их высокотехнологичным вооружением, Китай с его мощным наступательным вооружением и слабой обороной и ГАО (Global Liberation Army в переводе с англ. — «Глобальная армия освобождения»), террористическая сеть с самодельным оружием и тактикой партизанской войны. Китай и США являются главными целями ГАО.
Было выпущено дополнение Command & Conquer: Generals: Zero Hour.
Generals: Zero Hour привнесла много нового в оригинальную игру. Например, каждая сторона может выбрать себе одного из трёх генералов (не доступно в кампании). Каждый из генералов имеет определённую специальность и особые боевые единицы. Так, один из генералов США специализируется на лазерном оружии и поэтому имеет только лазерные танки и пушки вместо стандартных американских танков. А играя за ГАО, можно выбрать генерала-подрывника, боевые единицы которого могут в любой момент по приказу взорвать себя. Новых сторон в игру добавлено не было.

## Экономика в играх серии
Экономическая модель в играх серии отличается простотой. Единственным ресурсом в игре являются т. н. «кредиты», универсальная игровая валюта. Кредиты перерабатываются из тиберия/руды, или же находятся в ящиках. Стоимость приобретаемого юнита зависит от его военной и технологической ценности. Так, элитный боец-коммандо, способный уничтожать постройки, будет гораздо дороже рядового солдата, который в одиночку не сможет противостоять даже двум таким же солдатам. Нехватка кредитов полностью останавливает производство новых юнитов и делает невозможным ремонт повреждённых зданий, поэтому особое внимание в игровом процессе уделяется средствам добычи: залежам ресурсов, хранилищам, перерабатывающим фабрикам и сборщикам, так как потеря всех фабрик и сборщиков означает невозможность восполнить потерянные юниты новыми армии и неминуемое поражение.
Условно можно назвать ресурсом «электроэнергию», вырабатываемую генераторами, причём весьма ценным. Однако генераторы не требуют обслуживания какими-либо материальными ценностями в игровом пространстве, нужно лишь иметь достаточное количество генераторов. Нехватка энергии приводит к отключению основных радара и оборонительных сооружений, супероружия и значительному замедлению производства.